# Christian Rovsing (virksomhed)
Christian Rovsing A/S var et dansk IT-firma, oprettet 1. september 1963 i Rødovre af Christian Rovsing og erklæret konkurs 31. august 1984. Firmaet startede i kælderen under Rovsings forældres hus og flyttede året efter til et hus på Rødovrevej, før Rovsing i 1967 flyttede virksomheden til Adelgade i København. I starten af 1970'erne flyttede man til Herlev, men da pladsen også her blev trang, tog man i 1977 spadestikket til en egentlig computerfabrik på Lautrupvang i Ballerup, der husede virksomheden frem til konkursen i 1984.
Firmaet startede som et konsulent- og rådgivningsfirma indenfor EDB.
I 1968 opdelte man firmaet i en software- og elektronik-division. På det tidspunkt var der 70 ansatte.
Man begyndte samarbejde med ESRO om udviklingen af en række ESA-programmer. Op igennem 70'erne tog udviklingen fat, og man fik store kontrakter på at levere software til NATO, computere til de nye F-16-jagerfly og software til satellitter. Christian Rovsing var ligeledes med til at stifte det første kommercielle raketfirma, Arianespace, og var leverandør til NASA og CERN.
I 1972 udviklede firmaet sin første egenudviklede computer, CRP, og i 1975 kom anden generation, CR80s, der var en minicomputer. Denne solgtes i 500 stk. I januar 1981 var man klar med en tredjegenerations-minicomputer, CR80M, der bl.a. kunne konfigureres med flere CPU'er, og flere enheder kunne sættes sammen og dermed give større regnekraft. Denne computer blev i de følgende år en fast del af de it-løsninger, som firmaet leverede. Bl.a. blev Dankortsystemet i januar 1985 udviklet til at køre på en CR80-installation. Christian Rovsing A/S blev, uden konkurrenter, valgt af PKK (i dag Nets) til at udvikle det nye Dankortsystem, men desværre gik firmaet konkurs 4 måneder før systemet skulle gå i luften. Dog flyttede medarbejderne, der arbejdede på systemet, alle reservedele over til PKK, mens PKK garanterede medarbejdernes løn, så systemet kunne gå i luften som planlagt. Systemet med CR80 kørte i 10 år, før det blev udskiftet med en IBM-installation.